# Her American Husband
Pour plus de détails, voir Fiche technique et Distribution.
Her American Husband est un film américain réalisé par E. Mason Hopper, sorti en 1918.

## Synopsis
Herbert Franklyn, fils d'un riche importateur, refuse de renoncer à la fête et aux femmes après ses fiançailles avec Miriam Faversham. Lassée de cette attitude, elle rompt avec lui. Lors d'un voyage d'affaires au Japon, Herbert rencontre Cherry Blossom, que son père voudrait bien voir épouser un Occidental. Malgré son amour pour Kato Nakamura, Cherry Blossom se plie aux volontés de son père et part aux États-Unis avec "son mari américain" . Mais Herbert ne tarde pas à reprendre son ancien mode de vie et néglige sa jeune épouse qu'il laisse seule dans un cottage dans la banlieue de New York. Il renoue même avec Miriam et des projets de mariage se mettent en place. Kato a une vision des malheurs de Cherry Blossom et se rend aux États-Unis avec le père de celle-ci. Tokimasa tue Herbert et se suicide. Cherry Blossom et Kato retournent ensemble au Japon.

## Fiche technique
- Titre original : Her American Husband
- Réalisation : E. Mason Hopper
- Scénario : E. Magnus Ingleton
- Direction artistique : Directeur artistique
- Costumes : J.S. Fishenden
- Photographie : Friend Baker
- Société de production : Triangle Film Corporation
- Société de distribution : Triangle Distributing Corporation
- Pays de production :  États-Unis
- Langue originale : anglais
- Format : noir et blanc — 35 mm — 1,37:1 — Film muet
- Genre : drame
- Durée : 50 minutes (5 bobines)
- Date de sortie :
  - États-Unis : 27 janvier 1918
- Licence : Domaine public

## Distribution
- Teddy Sampson (en) : Cherry Blossom
- Darrell Foss : Herbert Franklyn
- Leota Lorraine : Miriam Faversham
- Kisaburô Kurihara : Tokimasa
- Misao Seki : Yoshisada
- Yutaka Abe : Kato Nakamura
- Will Jeffries : Mason
- Arthur Millett : Abott
- Ludwig Lowry : Jessop
- Kathleen Emerson : Dolly Varden